# أرتاك أليكسانيان
أرتاك أليكسانيان (بالأرمنية: Արտակ Ալեքսանյան ) ولد في 10 آذار / مارس 1991. هو لاعب كرة قدم أرمني يلعب حاليا لاعب خط الوسط للفريق الوطني الأرمني. كما يحمل الجنسية الروسية.

## مسيرته
انتقلت عائلة أرتاك إلى موسكو عندما كان في سن الثانية . بدأ يلعب كرة القدم في سن التاسعة في ملعب مدرسة سبارتاك موسكو الرياضي لكرة القدم، والذي كان تلميذًا بها.
في يناير 2009 ، وقع عقدًا مع نادي بيونيك يريفان الأرميني في دوري الدرجة الأولى. على الميدان، لعب أليكسانيان دوريا. ظهر لأول مرة فكجزء من بيونيك في دوري أبطال أوروبا لعام 2009-2010 في 14 يوليو 2009 في مباراة ودية ضد دينامو زغرب. إذ دخل أليكسانيان العبة من على مقاعد البدلاء في الدقيقة 68.
في ديسمبر، انتهى عقده مع بيونيك. و بعد مفاوضات مع العديد من الأندية، في يناير، وقع عقدًا مع سفردلوفسك أورال أوبلاست وهو يلعب في الدوري الوطني الروسي لكرة القدم في نفس الآن. تم تحديد العقد لمدة عام واحد.
بسبب عدم اللعب في الفريق الأول من الأورال، قرر أليكسانيان تغيير الأندية. في يناير 2011 ، وصل إلى مخيمهم في موردوفيا سارانسك وبدأ تدريبه. ومع ذلك، بعد بعض الوقت وصل أليكسانيان إلى يريفان وبدأ مع بيونيك في التدريب في معسكرهم في قبرص. بعد توقيع عقد لمدة عام، والذي كان قد شارف على الانتهاء في أغسطس، قام الطرفان بإنهاء العقد برغبة مشتركة.
في 31 آب / أغسطس، قدم إف سي خيمكي أليكسانيان إلى فريقه. تم توقيع العقد واستمر حتى نهاية عام 2012. في أواخر يونيو، ترك مل من أليكسانيان وآرثر يديجاريان وإدوارد تاتويان النادي. ومع ذلك، في أواخر يوليو، عاد إلى النادي عقب توقيعه عقدا جديدا.

## مسيرته الدولية
في 9 فبراير 2011 ، لعب أولكسانيان مع فريق كرة القدم الوطني الأرمني في مباراة ودية ضد جورجيا. معوضا في الدقيقة 85 إدغار مانوشاريان.

## حياته الشخصية
تتكون عائلة أرتاك منأب، ليفون، أم، نون، وأخ أصغر أرتور.
وكيله هو فاليري أليكسانيان أوغانيسيان. [2]

## تشريفاته

### في نادي بيونيك يريفان
- الدوري الأرمني الممتاز (1): 2009
- الفائز بالمركز الأول في الدوري الأرمني (1): 2011
- كأس أرمينيا (1): 2009
- الفائز بالمركز الأول في الدوري الأرمني الممتاز (1): 2009

## روابط خارجية
- أرتاك أليكسانيان على موقع الاتحاد الأوربي (الإنجليزية)
- أرتاك أليكسانيان على موقع قاعدة بيانات كرة القدم.إي يو (الإنجليزية)
- أرتاك أليكسانيان على موقع ناشيونال فوتبول تيمز (الإنجليزية)
- أرتاك أليكسانيان على موقع Soccerway.com (الإنجليزية)
- أرتاك أليكسانيان على موقع عالم كرة القدم.نت (الإنجليزية)